# Lucia Chiarla
Lucia Chiarla (Genova, 29 novembre 1970) è un'attrice, sceneggiatrice e regista italiana.
Dopo essersi diplomata alla Scuola d'arte drammatica Paolo Grassi di Milano, frequenta il corso di perfezionamento Europeo per attori École des maîtres. In qualità di attrice lavora con il Teatro di Genova, il Teatro di Roma e con registi quali Marco Bellocchio, Alfredo Arias, Marco Baliani, Gabriele Vacis, Thierry Salmon e Benno Besson. 
Diventa nota al pubblico per il film Bye Bye Berlusconi!, di cui è sceneggiatrice e interprete. Il film partecipa alla 56ª edizione del Festival internazionale del cinema di Berlino nella sezione “Panorama Speciale”. Dopo la Berlinale il film partecipa a diversi Festival internazionali tra cui il mercato del Festival di Cannes e il Festival di San Paolo.
In Italia il film è stato acquistato dalla Blu Cinematografica S.r.l di Massimo Ferrero che non ha mai distribuito la pellicola. 
Lucia Chiarla debutta alla regia cinematografica nel 2018 con il film “Reise nach Jerusalem" (The Chairs Game) di cui è anche sceneggiatrice. Il film viene presentato in competizione al Filmfestival Max Ophüls Preis e a numerosi festival tedeschi e internazionali.  A Berlino vince il premio per il miglior film al Filmfestival Achtung Berlin, una menzione speciale per la sceneggiatura e il premio della rivista anglofona "Exberliner". Lo stesso anno presenta in concorso al Festival Internazionale Hofer Filmtage il film documentario "Who I am". 
Nel 2018 riceve dal Comites Berlin il premio Italiana dell'anno Archiviato il 19 aprile 2021 in Internet Archive.. Lucia Chiarla vive e lavora a Berlino.

## Filmografia

### Regista
- Reise nach Jerusalem (2018)

### Sceneggiatrice e attrice
- Bye Bye Berlusconi!, regia di Jan Henrik Stahlberg (2006)

### Attrice
- Muxmäuschenstill, regia di Marcus Mittermeier (2004)

## Teatro
- Attorno al Pubblico, regia di Thierry Salmon (1995)
- Città invisibili, regia di Gabriele Vacis (1996)
- Canto per Torino, regia di Gabriele Vacis (1996)
- Lusso amore e povertà, regia di Alfredo Arias (1997)
- Gioventù senza Dio, regia di Marco Baliani (1997)
- Moi, regia di Benno Besson (1998)
- La dame de chez Maxime, regia di Alfredo Arias (1998)
- Macbeth, regia di Marco Bellocchio (2001)
- Woanders Leben, Teatro Instabile Berlino, regia di Manuela Naso (2007)
- Aufbruch aus Troya, Teatro Instabile Berlino, regia di Manuela Naso (2009)